# جان جاست
جان جاست (انگلیسی: Jan Just؛ زادهٔ ۱۴ سپتامبر ۱۹۹۶) بازیکن فوتبال اهل آلمان است.